# سوتلانا ایسچنکو
سوتلانا ایسچنکو (اوکراینی: Світлана Вікторівна Іщенко؛ زادهٔ ۳۰ ژوئیهٔ ۱۹۶۹) شاعر، ترجمه کننده، بازیگر، آموزگار، هنرمند اهل کانادا است.